# Devonte Upson
Zwencyl DeVonte Upson (Amarillo, Texas, 23 de marzo de 1993) es un baloncestista estadounidense que pertenece a la plantilla del Hapoel Haifa B.C. de la Ligat Winner. Con 2,06 metros de estatura, juega en la posición de ala-pívot.

## Trayectoria deportiva
Jugó dos temporadas en Trinidad State desde 2011 a 2013, año en el que ingresaría en la Universidad del Sudeste de Luisiana para jugar la NCAA con los Southeastern Louisiana Lions durante dos temporadas.
Tras no ser elegido en el Draft de la NBA de 2015, debutaría como profesional en Suiza en las filas del Starwings Basket Regio Basel.
En las siguientes temporadas jugaría en diversos equipos de ligas secundarias europeas como el Helsinki Seagulls finlandés, el Rapla KK estonio y el MKS Start Lublin polaco. En las filas del MKS Start Lublin registró 9.7 puntos, 6.4 rebotes y 1.1 tapones por partido en 30 apariciones.
En 2019 se marcharía a Argentina para jugar en el Comunicaciones de Mercedes de la Liga Nacional de Básquet, con el que jugaría 12 partidos.
Durante la temporada 2019-20, vuelve a Polonia para jugar en el Asseco Prokom Gdynia con el que jugaría 20 partidos de la TBL y 10 partidos de Eurocup, en los que promediaría 19 puntos por encuentro.
El 19 de febrero de 2020, firma por el Strasbourg IG de la Ligue Nationale de Basket-ball, con el que jugaría un solo encuentro debido al aplazamiento de la competición por la pandemia covid 19.
El 3 de julio de 2020, firma por el Pallacanestro Trieste de la Lega Basket Serie A italiana, por una temporada.
En la temporada 2022-23, firma por el Hapoel Haifa B.C. de la Ligat Winner.